# Egliseneuve-près-Billom
Egliseneuve-près-Billom – miejscowość i gmina we Francji, w regionie Owernia-Rodan-Alpy, w departamencie Puy-de-Dôme.
Według danych na rok 1990 gminę zamieszkiwało 625 osób, a gęstość zaludnienia wynosiła 38 osób/km² (wśród 1310 gmin Owernii Egliseneuve-près-Billom plasuje się na 343. miejscu pod względem liczby ludności, natomiast pod względem powierzchni na miejscu 582.).